# Mairano
Mairano este o comună în Provincia Brescia, Italia. În 2011 avea o populație de 3,332 de locuitori.

## Geografie
Acesta este situat la aproximativ 1 km de drumul provincial Brescia, Quinzano d'Oglio, Cremona și 16,6 kilometri de capitala Brescia.
Este înconjurat spre est de Seriola Molina. Acesta include fracțiunea Pievedizio spre nord. Fermele relevante sunt Babbiò, Canino, Feniletto, Godi (i Gucc), San Francesco și Tesette.

## Originea numelui
Orașul este situat pe teritoriul Padana, care a fost supus centuriationului roman. Prin urmare, potrivit lui Mazza (1986), toponimul derivă din fundalul latin Marianus.

## Demografie
Mairano - evoluția demografică

|  | Graficele sunt indisponibile din cauza unor probleme tehnice. Mai multe informații se găsesc la Phabricator și la wiki-ul MediaWiki. |

Date: Recensăminte sau birourile de statistică - grafică realizată de Wikipedia